# Вальтер Каннеманн
Вальтер Каннеманн (ісп. Walter Kannemann, нар. 14 березня 1991, Консепсьйон-дель-Уругвай, Аргентина) — аргентинський футболіст, захисник клубу «Греміо» та національної збірної Аргентини.
Дворазовий володар Кубка Лібертадорес. 

## Ігрова кар'єра
Народився 14 березня 1991 року в місті Консепсьйон-дель-Уругвай. Вихованець футбольної школи клубу «Сан-Лоренсо». Дорослу футбольну кар'єру розпочав 2009 року в основній команді того ж клубу, в якій провів шість сезонів, взявши участь у 71 матчі чемпіонату. 
Протягом 2015—2016 років захищав кольори команди клубу «Атлас».
До складу клубу «Греміо» приєднався 2016 року. За цей час виграв кубок Лібертадорес, кубок Бразилії та рекопу Південної Америки.

## Титули і досягнення
- Володар Кубка Лібертадорес (2):

«Сан-Лоренсо»: 2014
«Греміо»: 2017
- Володар Кубка Бразилії (1):

«Греміо»: 2016
- Переможець Рекопи Південної Америки (1):

«Греміо»: 2018
- Переможець Суперкласіко де лас Амерікас: 2019